# 硫磺島
硫磺島（日语：／ Iō Tō */?）是位於西太平洋小笠原群島的火山島，因島上覆蓋着一層由於火山噴發造成的硫磺而得名。行政區劃隸屬於日本東京都小笠原村。該島位於東京以南1,080公里（24°47'2"N, 141°18'46"E），南面1,130公里是關島，幾乎是東京和塞班島的中間。全島南北長約8公里，東西最寬4公里，最窄的地方只有800米，大約不到21平方公里。

## 歷史

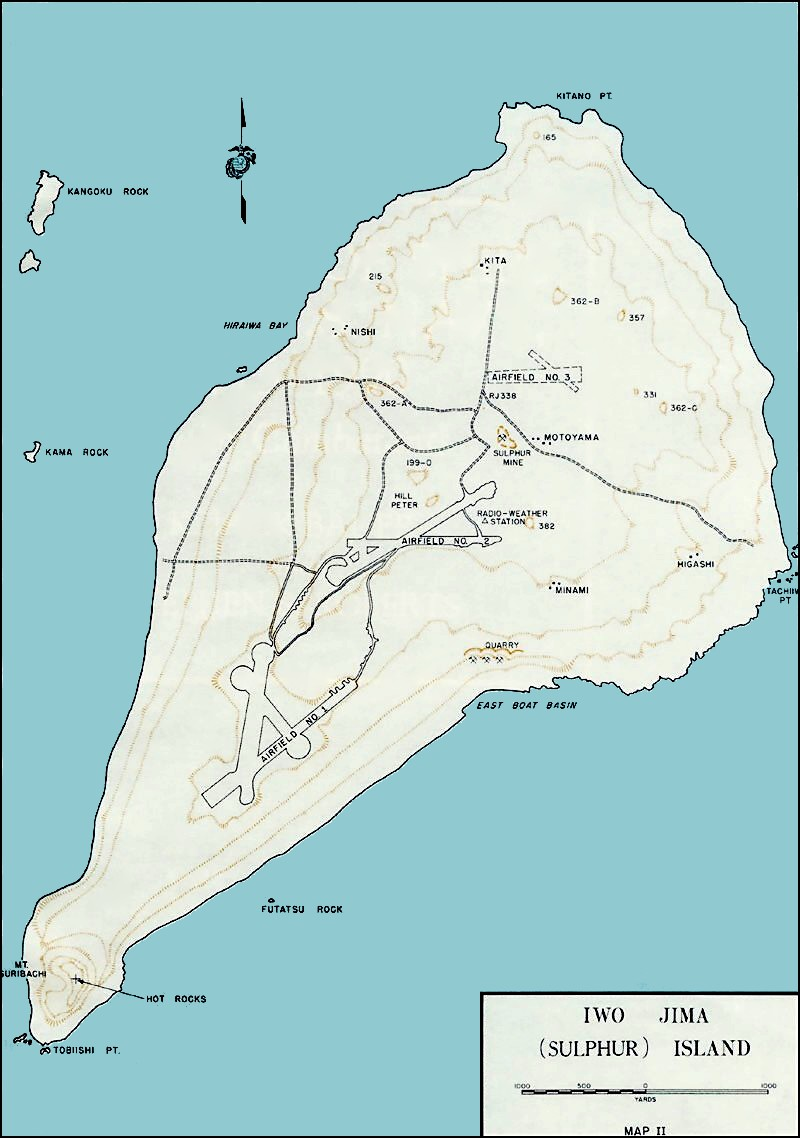
硫磺島地圖

二次大戰前的硫磺島屬於東京都（1943年以前為東京府）小笠原支廳的硫磺島村，根據1943年（昭和18年6月）的人口普查結果，硫磺島的人口共有192戶1,018人（男533人、女485人）。分成元山部落、東部落、西部落、南部落、北部落、千島部落等6處人口集中地。其中元山部落則有硫磺島小學和硫磺島神社的設置，另由父島派駐一名警察駐守。島上的交通主要是依靠每月與母島通航的郵遞船，可由母島再轉乘往東京的船，以及兩個月一次日本郵船所經營往東京的定期渡船「芝園丸」。
硫磺島的產業主要是開採硫磺、種植甘蔗、古柯葉和漁業等。所有產業都由硫磺島產業公司（硫黄島産業株式会社）掌握，島上的居民多半與此公司有直接或間接的關係。由於地理位置的關係，居民的经济状態並不好，農業生産也十分困難，甚至連白米都需要從日本本土進口。
硫磺島的南部於二次大戰前就是日本海軍的軍事基地。太平洋戰爭開始後，日本開始強化週圍島嶼的防禦措施，派駐陸軍（「伊支隊」，由厚地兼彦大佐指揮，兵力4,883名）和海軍（「硫磺島警備隊」，由和智恒藏中佐指揮，兵力1,362名）駐守硫磺島，但是日軍仍多半只駐守在硫磺島南方原本的軍事基地，只有少數與部隊進行生意的島民會和駐軍交流，大致上來說居民與軍隊的接觸是非常少的。
在1944年（昭和19年）5月22日日軍的参謀本部為進一步增強小笠原列島的防備，任命栗林忠道中將擔任新增的第109師團指揮官駐守硫磺島，栗林於6月8日抵達硫磺島。6月15日，美軍展開大規模空襲，使得大部分建築物受損，空襲之後美軍仍持續以艦艇砲擊硫磺島。島上所有居民除了徵集的兵員（約230名）之外均在七月時疏散到父島，戰前硫磺島的歷史也到此告一段落。
1945年2月16日至3月26日，日軍和美軍在島上爆發硫磺島戰役，雙方均死傷慘重，該島最終被美軍佔領，並開始對日本本土的戰略轟炸。日本投降後硫磺島由美國接管，傳聞美軍在硫磺島上儲有核彈裝備，但將引發裝置存放於鄰近的美軍船隻上，以迴避美軍不得於日本領土儲放核子武器的協議。1968年6月26日，硫磺島歸還日本，島上超過一萬枚的未爆彈使得島上原住居民幾乎無法重返。只有在舉行紀念活動時才有較多人回到島上。

## 現況
現在的硫磺島是由日本的海上自衛隊管理，並設置軍用機場，跑道長2,650米。登島需要特許，一般人無法到達島上，也不開放遊客登島。美軍也會在硫磺島演練夜間在航空母艦上的戰機起降，日本航空自衛隊也在此演習訓練。硫磺島也是日本唯一能進行陸、海、空三個自衛隊聯合作戰演習的地點。此外由於海風的吹拂和侵襲，島上的基地施設常需要進行修復，有專門從事建築業的人居住於此。另外日本氣象廳的職員也會定期來此進行觀測。
該島與南鳥島同為日本郵便指定的交通困難地，因此但凡住所登記為兩島之一的郵件均不予遞送。

## 作品
- 電視連續劇《太平洋戰爭》〈第八集〉 （The Pacific Part. VIII，2010年）
- 電影《硫磺島浴血戰》（Sands of Iwo Jima，1949年）
- 書本The Outsider （1961年）：六名在硫磺島摺鉢山上豎立美國國旗的美國海軍陸戰隊隊員之一－艾拉·海耶斯（Ira Haynes）的傳記
- 書本《父辈的旗帜》（'2000年），及改編自此書的同名電影（2006年）
- 電影《來自硫磺島的信》（2006年）
- 書本《十七歲的硫磺島》： 生還日軍秋草鶴次著

## 圖集

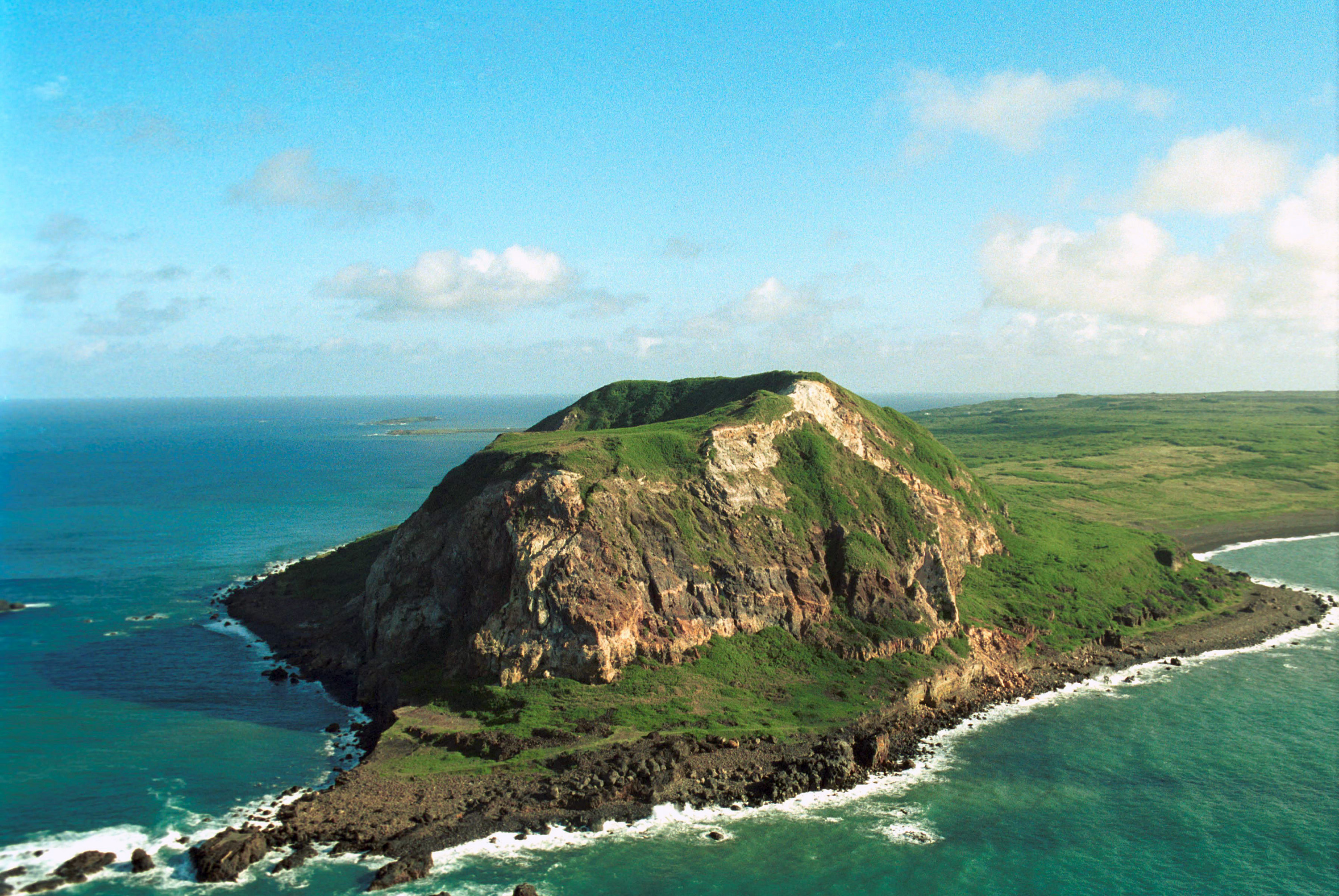
摺鉢山
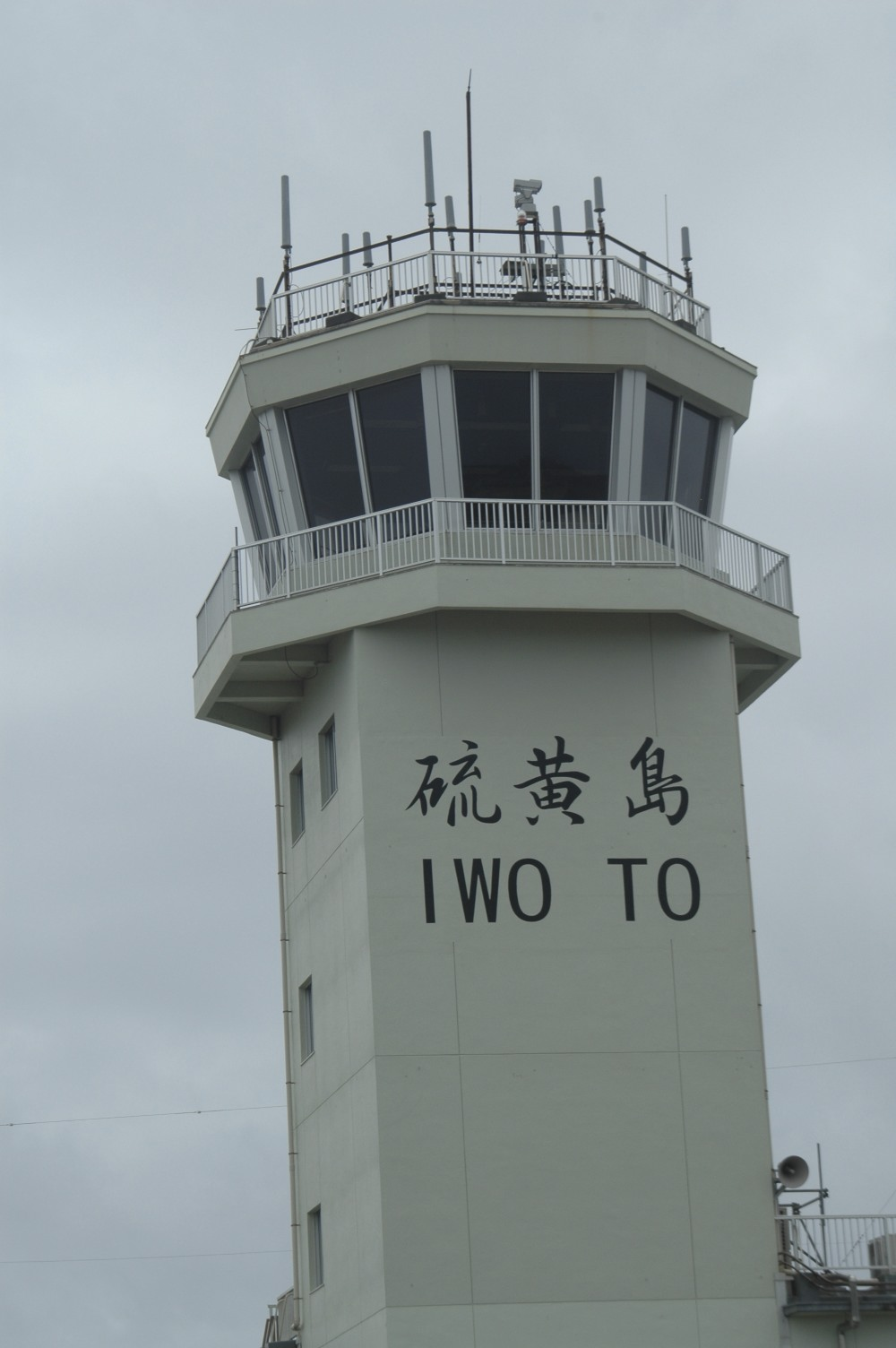
機場塔台
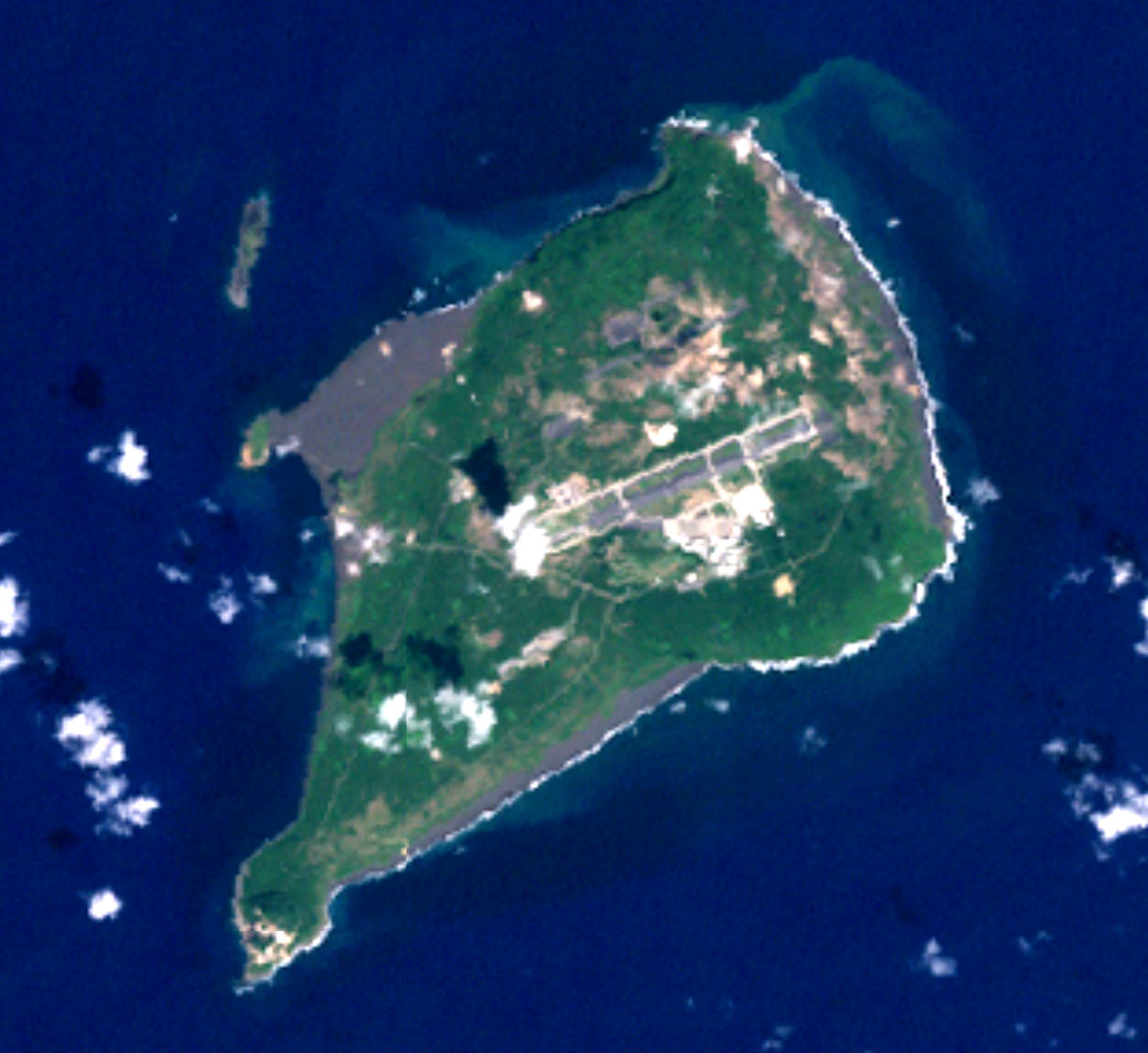
1999年攝機場
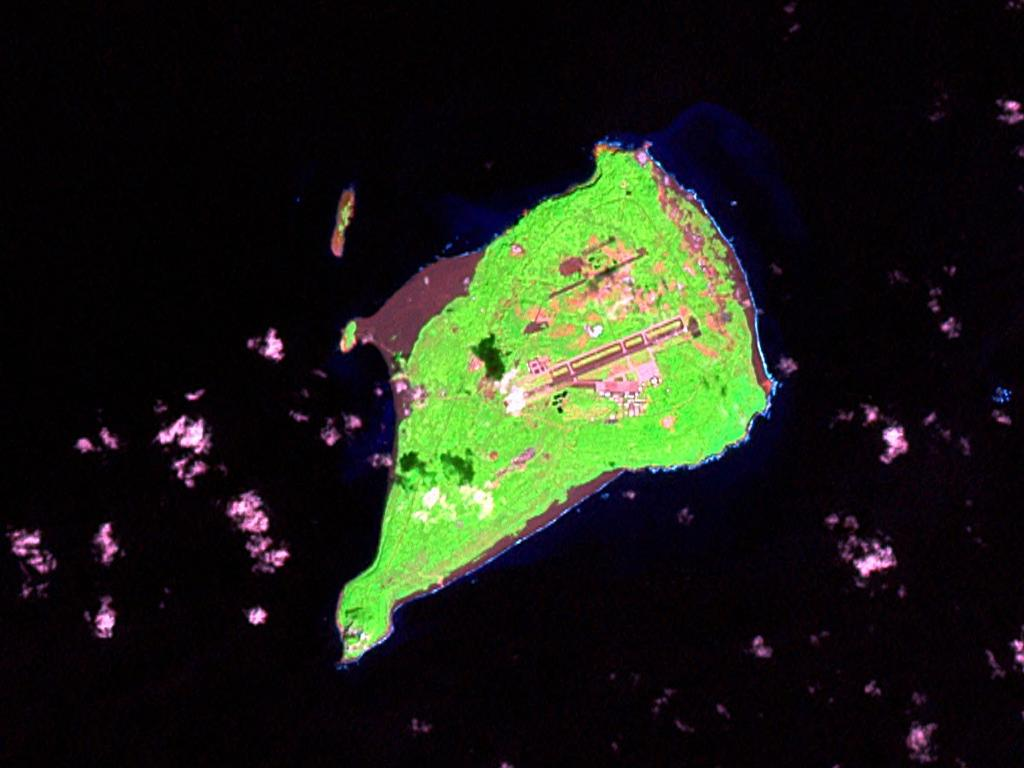
2000年的紅外空照衛星圖
2016年攝機場

## 參看
- 硫磺島戰役
- 硫磺島升旗